# Eremogone pumicola
Eremogone pumicola är en nejlikväxtart som först beskrevs av Frederick Vernon Coville och Leiberg, och fick sitt nu gällande namn av S.Ikonnikov. Eremogone pumicola ingår i släktet Eremogone och familjen nejlikväxter. Inga underarter finns listade i Catalogue of Life.